# Hexacladia koebelei
Hexacladia koebelei är en stekelart som först beskrevs av Perkins 1907.  Hexacladia koebelei ingår i släktet Hexacladia och familjen sköldlussteklar. Inga underarter finns listade i Catalogue of Life.